# Темір-гора
Темір-гора — холм заввишки 154 метрів у Ленінському районі в Криму, відомий знайденим у цій горі скіфським похованням, яке датується V—IV сторіччям до н.е і є пам'яткою археології.

## Геологія
Темір-гора (Залізний пагорб) і навколишні її пагорби являють собою залишки викопного атола, складеного мшанковими вапняками, званими в народі каменем-дикуном. До Темір-горі приурочено так зване Баксянське родовище залізної руди, де товщина пластів досягає декількох десятків метрів, і ці руди містять до 5 % марганцю.

## Курган
Скіфський курган на Темір-горі було досліджено в 1869-1870-х роках П. І. Хіцуновим та А. Е. Люценко. За повідомленням Хіцунова курган був заввишки 8,5 метрів і близько 25 метрів в діаметрі, та сягає висоти 80 м над рівнем моря. Дослідник виявив залишки «грубих статуеток», клеймо з надписами давньогрецькою, «рельєфний бюст якогось обличчя» та монету із зображенням лука, стріли з надписами. Пізніше в кургані були знайдені залишки спалених тіл та золоті прикраси. Загалом дослідникам вдалося знайти 8 поховань, одне з яких належить до архаїчних часів, а інші були здійснені пізніше.
Серед предметів побуту, знайдених під час розкопок у кургані — два різьблених кістяних вироби: одне з них виконано у вигляді об'ємної фігури згорнутого котячого хижака, інше являє собою об'ємну голову хижого птаха, доповнену парними зображеннями ще трьох тварин. Існують різні трактування цих виробів — навершя лука, навершя псалія, деталь кінської вуздечки, прикраса сагайдака, ремінна обойма - для предмета у вигляді голови хижого птаха; приналежність кінської упряжі, ґудзик, бляха для прикраси сагайдака, деталь горита, визначник діаметра держаків стріл — для предмета у вигляді фігури згорнутого хижака.